# Police nationale centrafricaine
 (juillet 2025).
Motif : Sources ? Notoriété ?
- Archive Wikiwix
- Bing
- Cairn
- DuckDuckGo
- E. Universalis
- Gallica
- Google
- G. Books
- G. News
- G. Scholar
- Persée
- Qwant
- (zh) Baidu
- (ru) Yandex

| 1. | Préciser le motif de la pose du bandeau. | Précisez le motif de la pose du bandeau en utilisant la syntaxe suivante : {{admissibilité à vérifier\|date=juillet 2025\|motif=remplacez ce texte par le motif}}                                    |
| 2. | Informer les utilisateurs concernés.     | Pensez à avertir le créateur de l'article, par exemple, en insérant le code ci-dessous sur sa page de discussion : {{subst:avertissement admissibilité à vérifier\|Police nationale centrafricaine}} |

 (signalé en juillet 2025).
Si vous disposez d'ouvrages ou d'articles de référence ou si vous connaissez des sites web de qualité traitant du thème abordé ici, merci de compléter l'article en donnant les références utiles à sa vérifiabilité et en les liant à la section « Notes et références ».
- Archive Wikiwix
- Bing
- Cairn
- DuckDuckGo
- E. Universalis
- Gallica
- Google
- G. Books
- G. News
- G. Scholar
- Persée
- Qwant
- (zh) Baidu
- (ru) Yandex

 (juillet 2025).
La police centrafricaine, officiellement appelée Police nationale de la République centrafricaine, est la première force de sécurité en République centrafricaine. Elle est chargée du maintien de l'ordre, de la sécurité publique, de la lutte contre la criminalité et du respect des lois.
Elle a été créée le 20 mai 1960.
La Police nationale concourt avec d'autres forces, sur toute l'étendue du territoire national à la garantie des libertés, à la défense des institutions de la République, à la sécurité et à la tranquillité publique, au maintien et au rétablissement de l'ordre public, à la protection des personnes et des biens et leur libre circulation, ainsi qu'à la surveillance des frontière3.
Son directeur général est Bienvenu Zokoué.

## Organisation
La police nationale centrafricaine dépend du Ministère de l'Intérieur et de la Sécurité Publique.
Elle est structurée comme suit :
1. une direction générale ;
2. un cabinet ;
3. une direction générale adjointe ;
4. des directions centrales ;
5. des directions régionales ;
6. des directions.